# Неуаус I (Болцано)
Неуаус I је насеље у Италији у округу Болцано, региону Трентино-Јужни Тирол.
Према процени из 2011. у насељу је живело 130 становника. Насеље се налази на надморској висини од 572 м.